# علاالدینی علیا
علاالدینی علیا، روستایی از توابع بخش مرکزی شهرستان جیرفت در استان کرمان ایران است.

## جمعیت
این روستا در دهستان اسلام‌آباد قرار دارد و بر اساس سرشماری مرکز آمار ایران در سال ۱۳۸۵، جمعیت آن ۷۸۶ نفر (۱۶۸خانوار) بوده‌است.